# Geranomyia cocoensis
Geranomyia cocoensis is een tweevleugelige uit de familie steltmuggen (Limoniidae). De soort komt voor in het Neotropisch gebied.